# Achikar
Achikar – półlegendarny wezyr asyryjskich królów Sennacheryba (705–681 p.n.e.) i Asarhaddona (681–669 p.n.e.), bohater asyryjskiej literatury mądrościowej, biblijnej Księgi Tobiasza oraz żydowskich i chrześcijańskich apokryfów.

## Wersja asyryjska
Pierwotna wersja opowieści o Achikarze znana jest z aramejskiego papirusu, odkrytego w Elefantynie podczas wykopalisk z lat 1906–1907. Datowana na VI wiek p.n.e. krótka opowieść przedstawia Achikara jako wezyra na dworze Sanheriba i Asarhaddona. Nie mając własnego potomka zaadoptował swojego krewnego Nadana, zapewniając mu solidne wykształcenie z nadzieją, iż ten zastąpi go na urzędzie. Ten jednak oskarżył Achikara o spisek na życie władcy; nasłany celem wykonania egzekucji oficer Nabusumiskun postanowił jednak oszczędzić wezyra, ukrywając go we własnym domu i zamiast niego zabijając jednego ze sług. Dalszy ciąg opowieści pozostaje nieznany na skutek zniszczenia papirusu, można ją jednak uzupełnić na podstawie wersji z wieków późniejszych; choć treść opowiadania jest już nieraz znacznie zniekształcona i rozbudowana, na końcu następuje zawsze ukaranie Nadana. Urwaną opowieść na papirusie elefantyńskim uzupełnia zbiór ponad 100 sentencji mądrościowych, których autorstwo przypisano Achikarowi.
Historyczność postaci Achikara potwierdzają dokumenty spisane pismem klinowym z początku VII wieku p.n.e., w których mowa jest o mędrcu imieniem Achuqar lub Achiaqar.
Według Uruckiej listy królów i mędrców (III w. p.n.e.), tekstu klinowego będącego listą legendarnych i historycznych mezopotamskich władców, mędrców i uczonych, właściwe, asyryjskie imię tej postaci nie brzmiało Achikar, lecz Aba-Enlil-dari. Poświęcony mu fragment brzmi następująco: „za panowania Asarhaddona, króla, Aba-Enlil-dari, którego Aramejczycy zwą Achikarem (akad. a-hu-'u-qa-a-ri), był uczonym (akad. ummânu)”.

## Znajomość w świecie greckim
Opowieść o Achikarze była znana w starożytnej Grecji. Według Klemensa Aleksandryjskiego (Kobierce I, XV, 69) z sentencjami Achikara miał się zapoznać Demokryt z Abdery i później wzorował na nich swoje pisma. Diogenes Laertios wśród dzieł Teofrasta wymienia księgę Akicharos. O postaci tej wspomniał także Strabon, a całą historię jego życia (pod zmienionymi wszakże imionami) streszcza grecki Żywot Ezopa.

## Achikar w Biblii
Z opowieścią o Achikarze zapoznali się członkowie żydowskiej diaspory w Asyrii i Górnym Egipcie, tak iż ostatecznie stał się on jednym z bohaterów biblijnej Księgi Tobiasza. Występuje on w niej jako bratanek Tobita, który opiekował się stryjem przez dwa lata w okresie jego ślepoty. Księga Tobiasza wspomina także lakonicznie asyryjską opowieść o spisku Nadana (w Biblii Nadab) przeciwko Achikarowi, z którego ten wyszedł obronną ręką i późniejszym upadku Nadana. 
W Kodeksie Synajskim Achikar występuje pod imieniem Acheicharos lub Acheikar, w Kodeksie Watykańskim i Aleksandryjskim jako Achiacharos, natomiast w rękopisach starołacińskich jako Achicarus.

## Bohater apokryfów
W późniejszych wiekach postać Achikara stała się bohaterem licznych tekstów apokryficznych, nieraz bardzo rozbudowanych, popularnych zarówno w świecie chrześcijańskim jak i muzułmańskim. Opowieści te poza głównym szkieletem opowieści nie mają jednak zbyt wiele wspólnego z asyryjskim oryginałem, a sam Achikar występuje w nich jako pobożny monoteista. Apokryficzne opowieści o Achikarze zachowały się w wersjach m.in. syryjskiej, armeńskiej, arabskiej i staro-cerkiewno-słowiańskiej.